# ユタカ自動車学校

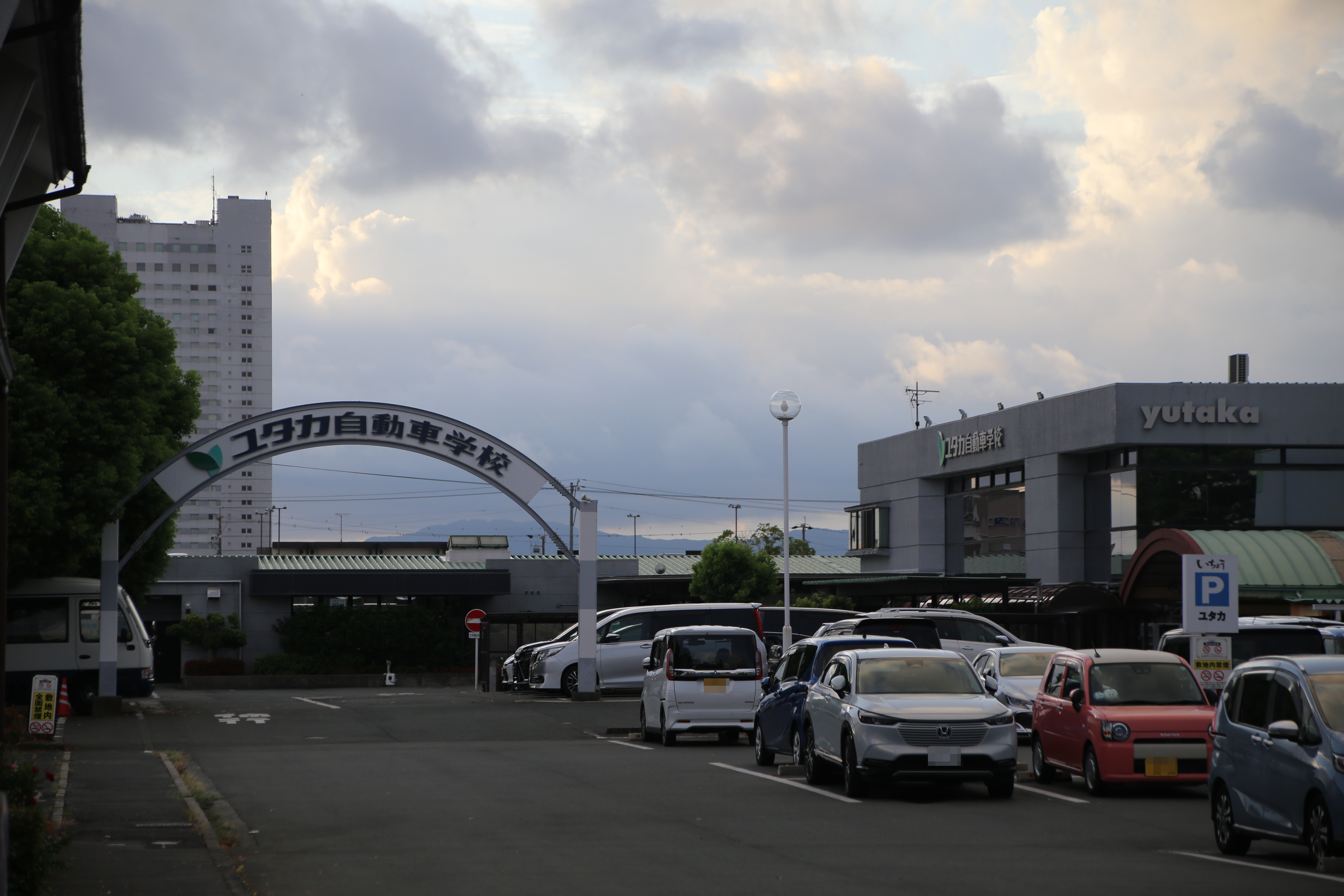
豊橋校

ユタカ自動車学校（ゆたかじどうしゃがっこう）は、愛知県豊橋市にある自動車教習所である。ユタカコーポレーション株式会社が運営する。系列校として同県豊川市にユタカ豊川自動車学校がある。
豊橋市の校舎を「豊橋校」豊川市の校舎を「豊川校」として記述する。

## 概要
豊橋校では東三河最大級の教習コース・指導員数・教習車両台数を有しており、普通自動車免許・自動二輪車免許に加え、東三河唯一である大型自動車免許・中型自動車免許・大型特殊自動車免許・各種二種免許・けん引免許の取得が可能である。豊川校では普通自動車免許のみ取得が可能である。
豊橋校は取得可能な免許が豊富なことから、東三河全域から生徒を集めている。豊川校は豊川市内をはじめとして、新城市以北の奥三河地域からも生徒を集めている。

## 沿革
- 1938年 - 運営会社が「ユタカ産業」として設立。
- 1960年11月 - 豊橋校開校。
- 1972年5月 - 豊川校開校。
- 2000年5月 - 運営会社が「ユタカコーポレーション」に社名を変更。

## 所在地
- 豊橋校 - 愛知県豊橋市中野町字平北80（豊橋鉄道渥美線愛知大学前駅より徒歩5分）
- 豊川校 - 愛知県豊川市上野1-13（東名高速道路豊川インターチェンジ直近）

## 関連事業
- 自動車の整備・販売（スズキアリーナ店）
- ガソリンスタンド
- 保険代理店
- レストラン（いちょう、豊栄らーめん）
- ビル経営（豊橋駅前『豊栄ビル』）
  - かつてはボウリング場（豊川エースボウル）も経営していたが廃業している。